# NGC 7097
NGC 7097 este o galaxie situată în constelația Cocorul. A fost descoperită în 5 septembrie 1834 de către John Herschel. Se află la o distanță de 31,92 de megaparseci de Pământ.